# Armeegruppe von Weichs
De Armeegruppe von Weichs was een Duitse Armeegruppe in de Tweede Wereldoorlog, genoemd naar haar commandant, Generaloberst Maximilian von Weichs en kwam in actie tijdens de eerste fase van het Duitse zomeroffensief van 1942.

## Krijgsgeschiedenis
Op 4 juni 1942 werd de Armeegruppe von Weichs opgericht in de buurt van Koersk tijdens de voorbereidingen voor Fall Blau.
De Armeegruppe voerde daarmee het bevel over het 2e Leger, het 4e Pantserleger en het 2e Hongaarse Leger. Hiermee was een eenheid van bevel gecreëerd voor de Duitse noordelijke flank in de eerste fase van Fall Blau tot medio juli 1942. In deze periode rukte de Armeegruppe op naar het oosten, nam Voronezj in en sloeg de zware tegenaanvallen van het Sovjet 5e Tankleger af.
Op 15 juli 1942 werd de Armeegruppe von Weichs opgeheven, en opereerden de onderliggende legers weer zelfstandig. Generaloberst von Maximilian von Weichs nam daarna het bevel op zich over Heeresgruppe B.

## Commandant
| Rang          | Naam                  | Begin       | Eind         |
| ------------- | --------------------- | ----------- | ------------ |
| Generaloberst | Maximilian von Weichs | 4 juni 1942 | 15 juli 1942 |